# Garden (高杉さと美のアルバム)
『garden』（ガーデン）は、高杉さと美の1作目のアルバム。2008年2月20日発売。

## 収録曲
1. intro 〜primary colors〜
  - 作曲：オリガ／編曲：オリガ
2. 旅人
  - 作詞：坂元裕二／作曲：武部聡志／編曲：TATOO
  - 東宝配給映画『西遊記』イメージ・ソング
3. いちばん やさしい風
  - 作詞・作曲：古内東子／編曲：湯浅篤
4. 雪星
  - 作詞：H.U.B.／作曲：Tatta Works／編曲：土肥真生
  - KDDI「auショッピングモール」CMソング
5. この胸にずっと
  - 作詞：西田恵美／作曲：大澤誉志幸／編曲：大澤誉志幸
  - 「都市再生機構」CMソング
6. ホームタウン
  - 作詞・作曲：グディングス・リナ
7. 君よ、光の礫を投げて
  - 作詞：堀込高樹／作曲：堀込高樹／編曲：冨田謙
8. the FLUTTER of WINGS
  - 作詞：Satomi／作曲・編曲：家原正樹
9. 百恋歌
  - 作詞・作曲：宮沢和史／編曲：家原正樹
  - NTV系『THE・サンデー』エンディング・テーマ
  - NTV系『オトナの資格』10月度エンディング・テーマ
10. 一緒に
  - 作詞：H.U.B.／作曲：吉田泰人／編曲：華原大輔
11. ノーサイド
  - 作詞・作曲：松任谷由実／編曲：家原正樹
  - TBS系『KOBELCOスポーツスペシャル第87回全国高校ラグビー大会』テーマ・ソング
12. そして僕は途方に暮れる
  - 作詞：銀色夏生／作曲：大澤誉志幸／編曲：CUBE JUICE
13. 遠く離れても
  - 作詞：西田恵美／作曲：大澤誉志幸／編曲：大澤誉志幸
  - ANB系ドラマ『女刑事みずき 京都洛西署物語』主題歌
14. 鏡色
  - 作詞・作曲：高杉さと美／編曲：安部潤